# Atto giuridico
Un atto giuridico, in diritto, è un fatto giuridico consistente in un comportamento umano rilevante per l'ordinamento giuridico in quanto volontario. 

## Descrizione

### Caratteristiche
Per gli atti giuridici, a differenza dei meri fatti giuridici, è quindi rilevante l'imputazione a un soggetto di diritto, che può essere la persona fisica che ha voluto il loro accadimento o la persona giuridica per la quale detta persona fisica ha agito in qualità di organo; essi presuppongono la volontarietà che, a sua volta, implica la consapevolezza da parte di chi ha agito, ossia la sua capacità di comprendere e, quindi, liberamente volere. Al pari degli altri fatti giuridici, gli atti costituiscono le fattispecie delle norme.
Sono esempi di atto giuridico: la promessa, il testamento, la sentenza, il contratto, l'atto normativo e l'atto amministrativo. Sono altresì atti giuridici la legge, il regolamento e, in generale, tutti gli atti che sono fonti del diritto in quanto il loro effetto è la produzione, modificazione o abrogazione di norme giuridiche generali e astratte (atti normativi).

### La titolarità all'emanazione
La possibilità attribuita a un soggetto di produrre determinati effetti giuridici attraverso un atto giuridico è una particolare situazione giuridica soggettiva che prende il nome di potere. Secondo una diffusa impostazione teorica, che risale a Hans Kelsen, l'esercizio del potere si risolve sempre nella produzione di una norma giuridica o, secondo altri autori, di un precetto, non solo quando si estrinseca in atti normativi, ma anche quando si estrinseca in altri atti precettivi come sono i provvedimenti amministrativi e giurisdizionali e i negozi giuridici di diritto privato, sebbene nel secondo caso le norme o precetti prodotti non abbiano le caratteristiche di generalità e astrattezza che presentano invece le norme prodotte dagli atti normativi.

## Distinzioni
Nel seguito si riportano le distinzioni che, sebbene in molti casi siano elaborate dalla dottrina civilistica, hanno una portata generale e, quindi, sono utilizzabili anche in altri rami del diritto. Ognuno di questi rami, poi, ha elaborato distinzioni proprie (nel diritto amministrativo vi è una teoria dell'atto amministrativo, nel diritto processuale una teoria dell'atto processuale, nel diritto penale una teoria del reato, ecc.), per le quali si rimanda alle relative voci.

### Negozi giuridici e meri atti
Gli atti giuridici si distinguono, quanto alla produzione di effetti, in:
- meri atti (o atti giuridici in senso stretto), se per la norma rileva la volontà del comportamento (la cosiddetta suitas) ma non quella degli effetti giuridici che ne derivano, i quali sono invece stabiliti dalla norma stessa, sicché l'atto non ne è che un presupposto;
- negozi giuridici (o atti negoziali), se per la norma rileva tanto la volontà del comportamento quanto quella degli effetti giuridici (intenzionalità), sicché l'atto produce gli effetti voluti dal suo autore. Sono basati su manifestazioni di volontà e dunque su dichiarazioni di volontà, che si contrappongono alle dichiarazioni di scienza (cioè dichiarazioni di essere a conoscenza di atti o fatti, per esempio in contesto processuale).

Va rilevato che la teoria del negozio giuridico, sebbene concepita in termini di grande astrattezza, ha finito per risentire della visione "panprivatistica", propria della scuola pandettistica che l'aveva inizialmente elaborata prendendo, non a caso, a modello gli atti del diritto civile e, in particolare, il contratto. Così, mentre in un primo tempo il concetto di negozio giuridico è stato ripreso anche in altri rami del diritto e, in particolare, dal diritto amministrativo, che lo aveva utilizzato nella costruzione del concetto di provvedimento amministrativo, in seguito la dottrina è giunta alla conclusione che solo i provvedimenti amministrativi discrezionali possono essere considerati negozi giuridici, mentre quelli vincolati hanno natura di meri atti, sicché in questo campo il concetto di negozio giuridico non si rivela particolarmente utile. Si aggiunga che, nello stesso diritto privato, il negozio giuridico non ha avuto il medesimo successo in tutte le culture giuridiche: se in Germania e nei paesi che hanno preso a modello il suo codice civile (BGB) il concetto è usato tanto dal legislatore quanto da dottrina e giurisprudenza, in Italia e Spagna è ignorato dal codice civile ma è utilizzato da giurisprudenza e dottrina, mentre in Francia non viene utilizzato né dal legislatore né da dottrina e giurisprudenza; il concetto è del tutto ignorato nei paesi di common law, la cui cultura giuridica ha scarsa propensione per le astrazioni.

### Dichiarazioni e operazioni
Gli atti giuridici possono essere:
- dichiarazioni (o partecipazioni), ossia manifestazioni del pensiero attraverso la parola, orale o scritta, o altri segni;
- operazioni (o atti materiali o atti reali),[5] ossia comportamenti materiali non dichiarativi (come la presa di possesso di un bene).

I negozi giuridici sono dichiarazioni di volontà, anche quando l'ordinamento desume la volontà del soggetto dal suo comportamento pur in assenza di una dichiarazione espressa (cosiddetto comportamento concludente). I meri atti possono essere o meno dichiarazioni; nel caso che lo siano, non sono comunque dichiarazioni di volontà ma, secondo i casi, dichiarazioni di scienza (o di verità, attraverso le quali si manifesta la conoscenza di un fatto giuridico), di giudizio (si pensi ai pareri) o di desiderio (si pensi alle istanze).

### Atti leciti e illeciti
Dal punto di vista della conformità alle norme, gli atti si distinguono in:
- leciti, se non si pongono in contrasto con alcun obbligo o dovere (sia esso positivo, ossia un comando, o negativo, ossia un divieto) posto dall'ordinamento giuridico;
- illeciti, se si pongono in contrasto con un obbligo o dovere posto dall'ordinamento giuridico e provocano un danno ingiusto. Gli atti illeciti danno luogo a responsabilità in capo al soggetto al quale sono imputati, ossia al dovere di sottostare alla sanzione prevista dall'ordinamento.[6] Una categoria particolare di atti illeciti sono i reati, ai quali consegue l'irrogazione di specifiche sanzioni, le pene.

Gli atti leciti, a loro volta, si distinguono in:
- discrezionali (o facoltativi), se il soggetto cui sono imputati ha la facoltà di compierli o non compierli (e non, dunque, il dovere o l'obbligo di compierli);
- dovuti, se il soggetto cui sono imputati ha il dovere o l'obbligo di compierli (e non, dunque, la facoltà di non compierli, sicché è illecita la loro omissione);
- necessari, se il soggetto cui sono imputati, pur non avendo il dovere o l'obbligo, ha l'onere di compierli poiché in mancanza non si produrrebbe un effetto giuridico a lui favorevole.

### Altre distinzioni
Dal punto di vista del momento in cui producono i loro effetti, gli atti si distinguono in:
- recettizi, se la loro efficacia è condizionata alla conoscenza che di essi abbia il destinatario (come la ratifica e la remissione del debito);
- non recettizi, se possono produrre effetti fin dal momento del loro perfezionamento, anche se il destinatario non ne ha ancora avuta conoscenza (come il testamento).

Dal punto di vista del numero di soggetti ai quali sono imputati, gli atti giuridici si distinguono in:
- unilaterali, se sono imputati a un solo soggetto (come i provvedimenti);
- bilaterali, se sono imputati a due soggetti (come i contratti e le convenzioni tra due parti);
- plurilaterali, se sono imputati a più di due soggetti (come i contratti e le convenzioni tra più di due parti);
- collegiali (o deliberazioni), se sono imputati a un collegio, costituito da una pluralità di persone, ma non a queste singolarmente.

Dal punto di vista della natura del soggetto al quale sono imputati, gli atti giuridici si distinguono in:
- pubblici, se promanano dallo Stato o altro soggetto pubblico che agisce in posizione di supremazia (autorità);
- privati, se promanano da un soggetto, pubblico o privato, che non agisce in posizione di supremazia ma in virtù dell'autonomia privata che l'ordinamento riconosce alla generalità dei soggetti.

Dal punto di vista della possibilità di agire tramite un rappresentante, gli atti giuridici si distinguono in:
- personalissimi, se un soggetto non può compierli per mezzo di un suo rappresentante, salvo in casi di incapacità di agire. Esempi di atti personalissimi sono il testamento, l'iscrizione in un partito politico, l'atto di donazione (che avviene tramite contratto e in forma di atto pubblico eccetto per donazioni di modico valore), il riconoscimento di un figlio, la contrazione di un matrimonio e la prestazione di consenso informato a trattamenti sanitari;
- non personalissimi, se un soggetto può compierli per mezzo di un suo rappresentante.

## Forma dell'atto giuridico
L'atto giuridico giunge a esistenza nel momento in cui viene esternato, ossia reso percepibile nel mondo reale e, quindi, anche sul piano giuridico; il mezzo con il quale ciò si realizza costituisce la forma dell'atto. La norma può lasciare libera la forma dell'atto oppure prescrivere una forma particolare, sovente quella scritta. Talvolta, anche se molto raramente negli ordinamenti moderni, la norma richiede addirittura che l'esternazione avvenga con determinate parole: in questi casi si parla di forma solenne.
Quando è richiesta la forma scritta, l'atto viene esternato per mezzo di un documento (su supporto cartaceo o informatico, quest'ultimo ammesso dagli ordinamenti solo in tempi recenti). Al riguardo, va rilevato che nella prassi il termine "atto" viene spesso utilizzato per denotare il documento che contiene un atto giuridico; tale uso, peraltro, non è del tutto appropriato poiché possono esistere atti non contenuti in un documento (ad esempio quelli in forma orale), atti contenuti in più di un documento (ad esempio un contratto stipulato per corrispondenza) e documenti che contengono più di un atto.

## Copia fotostatica

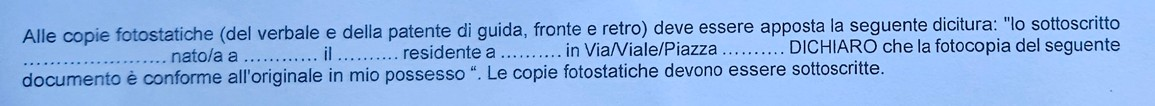
Dicitura su copia fotostatica in un atto (modulo)

La copia fotostatica, termine desueto ma tuttora utilizzato dalla burocrazia pubblica, è una riproduzione identica di un atto stampato su carta. Per la Treccani è "una copia di un originale a stampa o manoscritto". In pratica, non è altro che una fotocopia di un documento (ad esempio un modulo compilato e siglato a biro). Con la digitalizzazione ormai diffusa, s'intende (a meno che non sia specificato il contrario) anche una scansione (quindi un file immagine o fotografia digitale).
Nelle procedure amministrative una copia fotostatica potrebbe essere necessario che sia accompagnata da dicitura di copia conforme all'originale firmata dall'autore.